# Phlegmariurus dichotomus
Phlegmariurus dichotomus är en lummerväxtart som först beskrevs av Nikolaus Joseph von Jacquin och som fick sitt nu gällande namn av Warren Herbert Wagner och Joseph M. Beitel.
Phlegmariurus dichotomus ingår i släktet Phlegmariurus och familjen lummerväxter. Inga underarter finns listade i Catalogue of Life.